# Acraea clarei
Acraea clarei är en fjärilsart som beskrevs av Sheffield Airey Neave 1904. Acraea clarei ingår i släktet Acraea och familjen praktfjärilar. Inga underarter finns listade i Catalogue of Life.